# 河中之战
河中之战是兴元元年（784年）七月至贞元元年（785年）八月，唐朝河中节度副元帅马燧等率军平定河中李怀光之乱的作战。
兴元元年七月，因泾原兵变出走的唐德宗终于回到京城长安。叛将李怀光谢罪，被谅解，朝廷派给事中孔巢父等持诏书慰劳河中。由于孔巢父等轻躁被杀，李怀光又率兵反叛朝廷。德宗命侍中浑瑊为河中节度副元帅，领兵讨伐李怀光。浑瑊重新占领同州（治冯翊，今陕西省大荔县）后，几次与李怀光交锋都为其所败，不能前进。当时，许多大臣建议赦免李怀光之罪，德宗不许。又任命河东节度使马燧为副元帅，写浑瑊及镇国军节度使骆元光，邠宁节度使韩游瓌、鄜坊节度使唐朝臣等会兵同讨李怀光。
为了分化李怀光数万人的河中军，在官军颁发冬衣时，朝廷特意指示，朔方及诸军在李怀光所属的士兵，冬衣及赏钱皆当另外贮放，待道路稍通，及时发放。马燧率领步骑三万人攻下绛州（治正平，今山西省新绛县），后又分兵攻取闻喜、万泉、虞乡、永乐、猗氏，在陶城（今山西省永济市西北）斩首万余级，与浑瑊军相会合，进逼河中李怀光大本营。贞元元年四月，马燧、浑瑊在长春宫（今山西永济境）南大破李怀光军，并挂堑壕围困宫城，李怀光部将相继降唐，朝廷又任命马燧、浑瑊为招抚使。这时，邠州（治新平，今陕西省彬县）韩游瓌率兵六千请示浑瑊，共同攻打朝邑（今陕西省大荔县东南朝邑镇）。李怀光部将阎晏想要出战，其部下却因邠宁军是自己的亲人，不愿意白刃相向，阎晏立即带兵退去。李怀光看到众心不齐，便假称要归顺唐廷，乘机聚集掠夺财物，准备车马，扬言说待道路畅通后向朝廷进贡，这样延迟了近一个月。
当时，连年旱蝗灾害，官兵的物资粮食枯竭，又有些人建议赦免李怀光。李晟却陈述五点理由，力主平叛到底，他还请求朝廷发兵二万自备资粮，独讨李怀光。七月初一，马燧从前线回京建议除恶务尽，拨给官兵一月粮，必定歼敌。得到德宗批准。八月初二，德宗罢免了一切与打仗无关的费用，全力支持平叛。马燧回到前线行营后，当即和诸将商议攻打长春宮，并亲自深入宫城下，向守将徐庭光策反，并要求他们坚守不要出击。初十，马燧、浑瑊、韩游瓌三支主力近逼河中焦篱堡（位于河中府河西县西），守将尉珪率七百人投降。这天夜晚，李怀光举火联络，诸营不予响应。马燧亲自到长春宫下招降守将徐庭光。马燧率军到河西（今陕西省合阳县东），河中军士惊慌，李怀光无法控制局勢，自缢身亡。朔方将牛名俊砍断李怀光首级出城投降。这时河中兵还有一万六千人，马燧斩杀了阎晏等七名首要犯，其余都不问罪，叛乱被平定。